# Wilfersdorf (Dolna Austria)
Wilfersdorf – gmina targowa w Austrii, w kraju związkowym Dolna Austria, w powiecie Mistelbach. Liczyła 2113 mieszkańców (1 stycznia 2014).